# Xieyuan
Xieyuan (kinesiska: 斜源镇, 斜源) är en köping i Kina. Den ligger i provinsen Sichuan, i den sydvästra delen av landet, omkring 70 kilometer väster om provinshuvudstaden Chengdu. Antalet invånare är 5 051. Befolkningen består av 2 459 kvinnor och 2 592 män. Barn under 15 år utgör 11,0 %, vuxna 15-64 år 68 %, och äldre över 65 år 20,0 %.
Genomsnittlig årsnederbörd är 1 431 millimeter. Den regnigaste månaden är juli, med i genomsnitt 351 mm nederbörd, och den torraste är januari, med 12 mm nederbörd.